# Louis Huybrechts
Pour les articles homonymes, voir Huybrechts.
Louis Huybrechts est un skipper belge né le 21 février 1875 et mort en 1963.

## Carrière

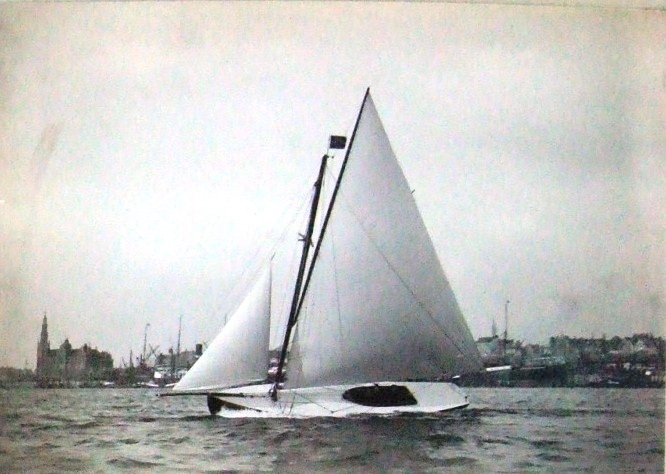
Le Zut aux Jeux olympiques d'été de 1908.

Louis Huybrechts participe à la course de classe 6 mètres des Jeux olympiques d'été de 1908, qui se déroulent à Londres.
À bord de Zut, il remporte avec Léon Huybrechts et Henri Weewauters la médaille d'argent.